# Parti du centre d'Estonie
Pour les articles homonymes, voir Parti du centre.
Le Parti du centre d'Estonie (en estonien : Eesti Keskerakond, EK ou KESK) est un parti politique estonien, de centre ou de centre gauche, fondé en 1991, peu après le recouvrement de l'indépendance de cet État, ce qui en fait le plus ancien parti politique estonien.
Fondé le 12 octobre 1991, sur la base du Front populaire de l'Estonie qui a dirigé le mouvement vers l'indépendance recouvrée entre 1988 et 1991, il a gagné les premières élections libres et démocratiques et dirigé alors le gouvernement. Trois mois après la restauration, le Premier ministre, Edgar Savisaar (1990-1992) et ses supporteurs décidèrent une réforme politique majeure qui a abouti au système multipartite actuel.
Il cherche à unir tous ceux qui recherchent une politique équilibrée et centriste, basée sur une économie libérale, comme une alternative aux idéologies marquées à droite ou à gauche. Le journal du parti est Seitse Päeva (Sept Jours) a été fondé en 1992.

## Histoire récente

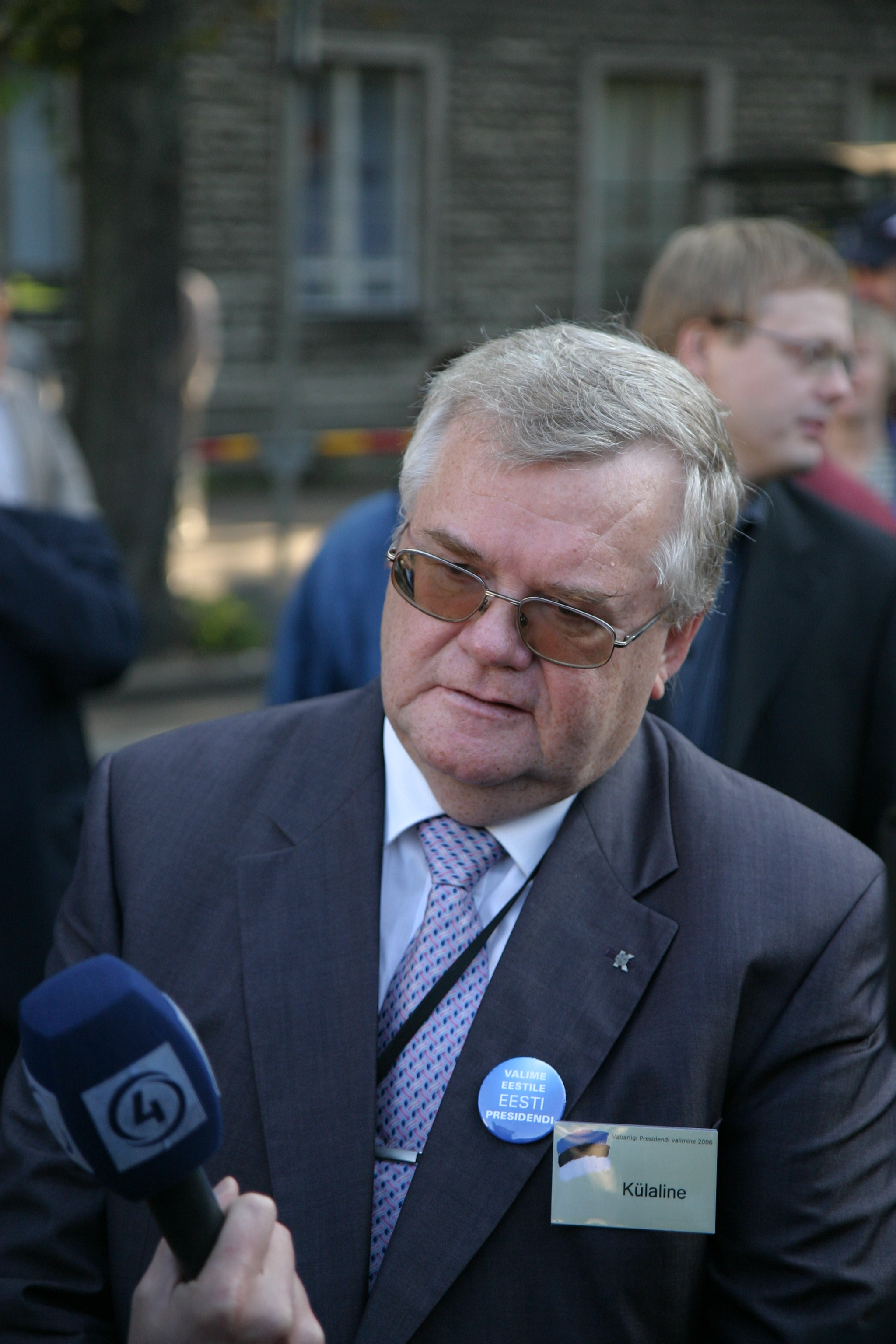
Edgar Savisaar, membre du parti du Centre Estonien

Le KESK est accepté comme membre à part entière du parti ELDR (Parti européen des libéraux, démocrates et réformateurs, plus connu aujourd'hui sous le nom de ALDE) en juin 2003.
En août 2003, lors du IXe congrès du parti à Tartu, où l'accession de l'Estonie à l'Union européenne a été discutée, il a été le seul parti estonien à demander à ses adhérents de donner leur opinion sur le référendum d'adhésion. 1 165 délégués ont participé à ce congrès.
Ayant remporté le plus grand nombre de voix (et la majorité relative) aux élections du Riigikogu le 2 mars 2003 avec 28 députés, son groupe parlementaire passe à 20 députés à la suite de la défection de huit d'entre eux en avril 2004. Il fait alors partie de l'opposition au gouvernement démissionnaire de Juhan Parts. En décembre 2003, le secrétaire général du parti depuis 1991, Küllo Arjakas, donne sa démission et est remplacé par Kadri Must, secondée par Ain Seppik (chargé des Finances), Olev Raju (chargé du Social), Mailis Reps (Affaires internationales), Vladimir Velman (Minorités - russophone), Evelyn Sepp (Relations publiques).
En mars 2004, le parti décide de voter pour constituer la liste qu'il allait présenter aux premières élections au Parlement européen organisées en Estonie : 39,62 % des adhérents participent et désignent une liste de 12 candidats (six sièges de députés sont attribués à l'Estonie).
En avril 2004, huit députés (sur 28) quittent le groupe parlementaire du KESK et forment un groupe d'indépendants. Malgré cela, il demeure le principal groupe d'opposition au Riigikogu. Le 13 juin 2004, le KESK obtient un siège de député, avec l'élection de Siiri Oviir (ancien ministre des Affaires sociales et députée de 1992 à 2004). En octobre, la coalition entre le KESK et le Parti de la réforme au conseil municipal de Tallinn cesse.
Le parti arrive second lors des élections législatives estoniennes de 2007, avec 26,1 % des voix, soit 29 députés (+ 1). Il remporte néanmoins les élections européennes de 2009, avec deux députés sur les six attribués à l'Estonie. En novembre 2010, l'ancienne ministre de l'agriculture Ester Tuiksoo quitte l'Union populaire pour rejoindre le Parti du centre.
Le parti du centre tombe à 26 sièges et 23,2 % des voix aux élections législatives de 2011. Il reste toujours un parti d'opposition. Il perd un député lors des élections européennes de 2014, au profit du Parti de la réforme.
Aux élections législatives de 2015, le parti gagne un siège et améliore légèrement son score avec 24,8 % des voix. Il fait partie du gouvernement Ratas I avec le SDE et Isamaa à partir du 23 novembre 2016 à la suite de l'adoption d'une motion de censure ayant fait tomber le précédent gouvernement.
Pendant la campagne pour les élections législatives de 2019, le parti promet de remplacer les impôts à taux unique en vigueur sur le revenu et les entreprises par un système progressif et d'augmenter les retraites de 8.4%. Il remporte 23,0% des voix et perd un siège et en seconde position derrière le Parti de la réforme. Il est actuellement dirigé par Jüri Ratas, qui forme le gouvernement Ratas II fin avril 2019, dans une coalition avec les partis de droite Isamaa/Pro Patria et d'extrême-droite EKRE. À cette date, le Parti du centre compte un peu moins de 15 000 adhérents. Le gouvernement chute en janvier 2021 à la suite de révélations concernant une affaire de corruption impliquant le Parti du centre. Mikhail Korb, le secrétaire général du parti, aurait réclamé à un homme d’affaires de verser au parti un million d’euros en échange d’un prêt étatique de 39 millions. Le prêt a été approuvé par le gouvernement durant l'été 2020 et l'homme d'affaires mis en cause aurait ensuite commencé à verser de l'argent au parti du Centre.

### Affaire K-kohuke
Pendant la campagne pour les élections municipales de 2005, une publicité verte pour la marque K de kohuke, un dessert à base de caillé typique aux pays baltes, apparaît sur les panneaux publicitaires dans le pays. La similitude frappante entre ces affiches publicitaires et le logo du Parti du centre, un K sur un fond vert, entraîne la saisie de la Commission électorale nationale. Celle-ci adopte, un mois après ces élections, une résolution par laquelle elle estime que cette publicité doit en effet être comptabilisée comme de la publicité politique en plein air, alors que celle-ci a été interdite pendant cette campagne. Toutefois, la commission estime qu'il est impossible de savoir si cette campagne publicitaire a affecté de façon significative les résultats du vote, et ne demande donc pas l'annulation des élections. Par contre, la commission anticorruption du parlement exige dès lors que le Parti du centre s'explique sur cinq paiements d'un montant total de 2,56 million de kroons (163 000 euros) qu'il a effectués au bénéfice de la firme de marketing Idea AD qui a réalisé ces publicités, et que le montant de ces publicités soit ajouté aux comptes de dépenses électorales du parti.

### Relations avec la minorité russophone
Un phénomène de vote russophone en faveur du Parti du centre a été constaté lors des élections législatives estoniennes de 2007. Il l'avait déjà été notamment lors des élections législatives de 2002. Par ailleurs, le système électoral estonien permet d'exprimer la préférence pour un candidat sur une liste, et celles du Parti du centre comptent plusieurs candidats russophones, par exemple Eldar Efendijev, député de 2003 à 2015, d'origine azérie, ministre de la Population et des Affaires ethniques en 2002-2003 (premier membre issu d'une minorité russophone dans un gouvernement estonien) et ancien maire de la ville de Narva, à majorité russophone,.
Le 15 décembre 2004, le KESK a signé un protocole de coopération avec le principal parti de Russie, Russie unie, ce qui lui a probablement permis de recueillir une part importante de l'électorat russophone, à tel point qu'aucun des deux partis ethniques russophones n'a obtenu de siège aux élections de 2007, pas plus qu'en 2003.
Dans la polémique sur le déplacement du « soldat de bronze » / « Monument des libérateurs de Tallinn », initiée le 10 janvier 2007 par le vote d'une nouvelle loi sur la protection des cimetières militaires, le KESK a adopté dès le départ une position modérée, s'opposant aux autres partis estoniens sur l'opportunité de déplacer le monument. L’ancien Premier ministre (1995-1997) Tiit Vähi, qui a affirmé avoir voté pour le Parti de la réforme lors des élections législatives de 2003, a déclaré pendant la campagne électorale qu’il donnerait sa voix au Parti du centre lors du prochain scrutin parce que « Quand on doit exhumer quelqu’un et l’enterrer de nouveau pour trouver des suffrages, on ne s’intéresse plus à l’Estonie ».

## Résultats électoraux

### Élections législatives
| Année | Députés                    | Votes                      | Votes                      | Rang                       | Gouvernement                                                       |
| ----- | -------------------------- | -------------------------- | -------------------------- | -------------------------- | ------------------------------------------------------------------ |
| 1992  | au sein du Front populaire | au sein du Front populaire | au sein du Front populaire | au sein du Front populaire | Opposition                                                         |
| 1995  | 15 / 101                   | 76 634                     | 14,2 %                     | 3e                         | Vähi II (1995), opposition (1995-1999)                             |
| 1999  | 16 / 101                   | 113 378                    | 23,4 %                     | 1er                        | Opposition (1999-2002), Kallas (2002-2003)                         |
| 2003  | 28 / 101                   | 125 709                    | 25,4 %                     | 1er                        | Opposition (2003-2005), Ansip I (2005-2007)                        |
| 2007  | 29 / 101                   | 143 518                    | 26,1 %                     | 2e                         | Opposition                                                         |
| 2011  | 26 / 101                   | 134 124                    | 23,3 %                     | 2e                         | Opposition                                                         |
| 2015  | 27 / 101                   | 142 442                    | 24,8 %                     | 2e                         | Opposition (2015-2016), Ratas I (2016-2019)                        |
| 2019  | 26 / 101                   | 129 823                    | 23,0 %                     | 2e                         | Ratas II (2019-2021), Kallas I (2021-2022), opposition (2020-2023) |
| 2023  | 16 / 101                   | 93 243                     | 15,3 %                     | 3e                         | Opposition                                                         |

### Élections européennes
| Année | Voix    | %    | Sièges | Position | Groupe |
| ----- | ------- | ---- | ------ | -------- | ------ |
| 2004  | 40 704  | 17,5 | 1 / 6  | 2e       | ADLE   |
| 2009  | 103 506 | 26,1 | 2 / 6  | 1er      | ADLE   |
| 2014  | 73 424  | 22,4 | 1 / 6  | 2e       | ADLE   |
| 2019  | 47 799  | 14,4 | 1 / 7  | 3e       | RE     |
| 2024  | 45 767  | 12,4 | 1 / 7  | 5e       | RE     |